# Leon Battista Alberti

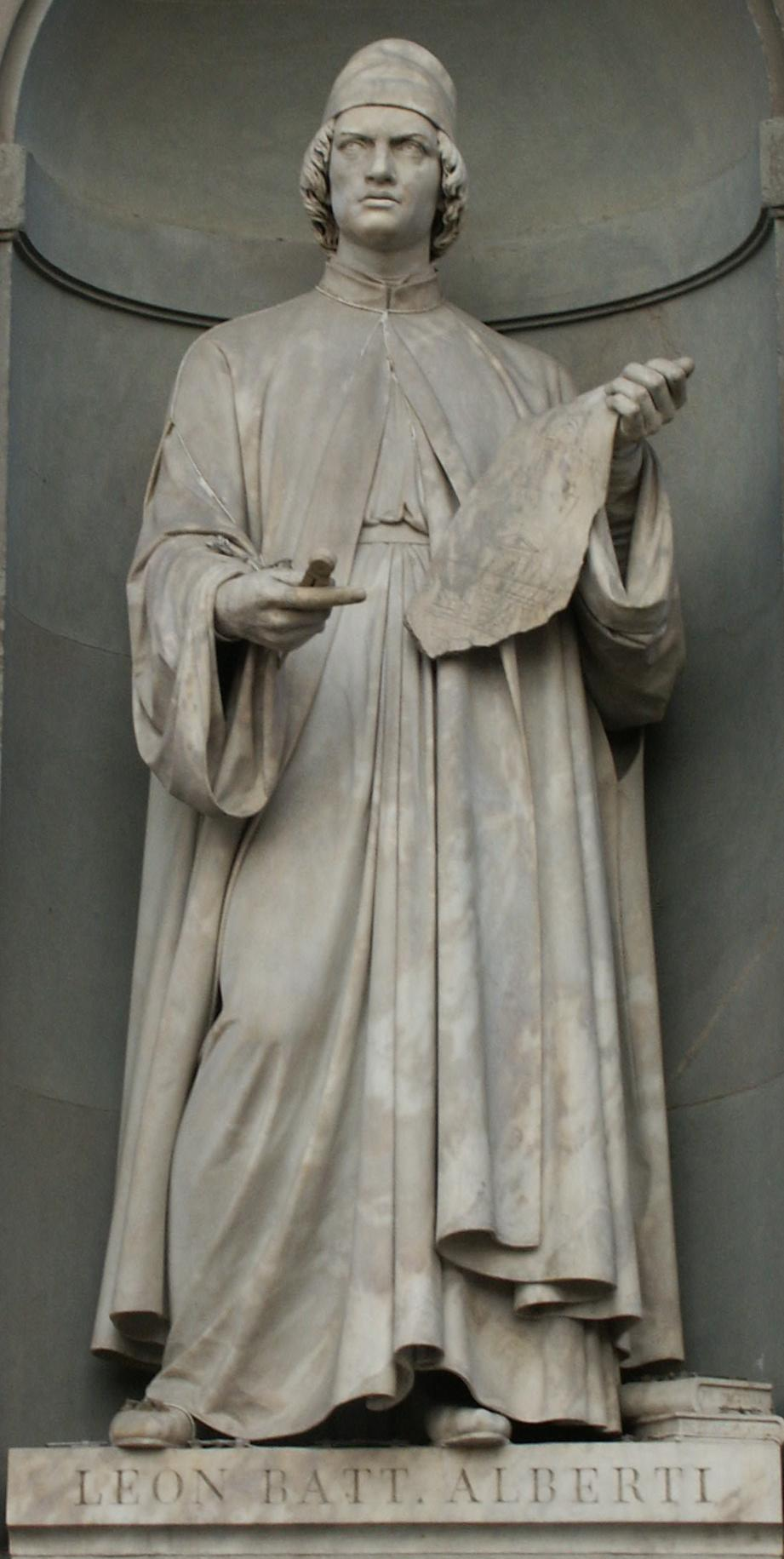
Szobra a firenzei Uffizi képtár udvarán

Leon Battista Alberti (Genova, 1404. február 18. – Róma, 1472. április 25.) olasz humanista művész, építész, festő, költő, régész, filozófus és zenész.

## Életrajza
Gazdag firenzei kereskedő- és bankárcsaládban született. Családja, az Alberti család egyike volt Firenze tekintélyes és gazdag dinasztiáinak, vagyonuk gyapjú- és szövetkereskedésből származott. Battista (a Leone névalak későbbi) 1404-ben született Genovában, apja, Lorenzo di Benedetto Alberti és egy genovai nemes hölgy, Bianca Fieschi kapcsolatából, másodszülöttként. A családot 1387-ben száműzték Firenze városából, ahova csak 1428 után térhetett vissza.
Tanulmányait Velencében kezdte meg, ahova apja üzleti megfontolásból költözött, majd Padovában folytatta Gasparino Barzizza humanista iskolájában. Ezután beiratkozott a bolognai egyetemre. Kánonjogi tanulmányait azonban 1421-ben félbe kellett hagynia, mivel elvesztette apját. Rokonaival folytatott sikertelen vagyonjogi vitái miatt életének ez igen nehéz időszaka volt, akik származása miatt kizárták az örökségből, majd betegsége rótt rá keserves megpróbáltatásokat. Bolognai éveiben írta többek között Philodoxeos című latin nyelvű komédiáját, valamint a De commodis litterarum atque incommodis című értekezést. Ezekben az években matematikai, fizikai és optikai tanulmányokat is folytatott, amelyeket később gyümölcsöztetett a perspektíva-elmélet terén, valamint az építészetben. 1428 után a család visszatért Firenzébe, s valamikor ez idő körül kötött ismeretséget az ottani művészekkel, köztük Brunelleschivel és Masaccióval is.Kánonjogi tanulmányait végül 1428-ban fejezte be, ekkor doktorált egyházjogból.

## 1428 utáni évek
1431 körül lett Biagio Molin gradói pátriárka titkára, akivel Rómába költözött. Pártfogója ajánlására pápai hivatalt kapott, később pappá szentelték, majd perjelként működött egy kolostorban. 1432-ben kinevezték a pápai kancellária titkárává és egyúttal elnyerte a Firenze közelében fekvő gangalandii San Martino priorátusát. E tisztség és a vele járó javadalom egyúttal jó anyagi feltételeket is biztosított számára, ezután életének nyugodt, termékeny periódusa következett. Ekkor került kapcsolatba a pápai udvar humanistáival, köztük Poggio Bracciolinival és Flavio Biondóval is, és megírta, olasz nyelven, a Della Famiglia első három könyvét.
Római tartózkodása után 1434-ben a pápai udvarral Firenzébe költözött, kisebb megszakításokkal itt maradt egészen 1442-ig. Firenzei tartózkodása alatt teljesedett ki kapcsolata a város művésztársadalmával, és ez időszakkal függ össze festészetről szóló munkájának megírása 1435-ben.
A pápai udvar 1443-ban tért vissza Rómába. Ettől kezdve Alberti is itt élt egészen 1472-ben bekövetkezett haláláig, és csak rövid időszakokra hagyta el a várost. Tevékenységében az építészet mind nagyobb szerepet kapott, különösen 1447 után, amikor barátja, Tommaso Parentucelli da Sarzana lett a pápa, V. Miklós néven, akinek tanácsadója lett építészeti kérdésekben, elkészített egy város-topográfiát is, és ekkor fejezte be a Descriptiót. Intenzívebbé vált Vitruvius-tanulmánya is.
1452-ben mutatta be a pápának építészi működése eredményeként írt nagyszabású építészeti traktátusát, a De re aedificatoriát, melyet azonban később még élete végéig alakítgatott és közben jelentős építészi feladatokat is megoldott: megtervezte a Tempio Maltestiano átépítését Riminiben Sigismondo Malatesta, majd Giovanni Rucellai firenzei patrícius kívánságára homlokzatot tervezett a firenzei Santa Maria Novella számára és tervet készített a firenzei Palazzo Rucellaihoz. Ludovico Gonzagával való kapcsolata 1459-ben kezdődött, amikor a pápát a mantovai zsinatra kísérte. A fejedelem megbízásából Mantovában megtervezte a San Sebastiano- és a Sant'Andrea-templomot, és dolgozott a firenzei Santissima Annunziata szentélyén is.
Egyik firenzei látogatása során (1468) részt vett Lorenzo de'Medici udvarában egy tudós összejövetelen: Cristoforo Landino a Disputationes camaldulensesben erre utalva szerepelteti ôt. Ez azonban nem jelentett részéről közeledést a neoplatonikus eszmékhez, amint ezt utolsó műve is tanúsítja. Az olasz nyelven írt De iciarchia moralizáló értekezés a jó fejedelemrôl és a jó állampolgárról, akiknek békés viszonyát azonos erkölcsi és intellektuális tulajdonságok alapján képzeli el. Alberti itt visszatért a Della famigliában már megfogalmazott erkölcsi nézeteihez.

## Főbb munkái
Kortársai nagy műveltségéért enciklopédikus embernek nevezeték. Philodoxios című, latin nyelven megírt vígjátékát kezdetben antik műnek tartották. Festményeit a perspektíva teszi kiválókká. Az építészetben az a főérdeme, hogy az antik építészetet és különösen a római stílust eredeti tisztaságában emelte érvényre, nem úgy mint kortársai, a kora reneszánsz művészei. Legnagyobb építészeti műve a Szent András-templom Mantovában, a Szent Ferenc-templom Riminiben és a Rucellai-palota Firenzében.
Nevezetes De reaediflcatoria című munkája és De pictura című könyve, mely 1540-ben Bázelben jelent meg.

## Magyarul
- A családról szóló könyvek; ford. Kardos Tiborné; in: Reneszánsz etikai antológia; vál., szerk. Vajda Mihály, utószó Makkai László, ford. Bajcsa András et al.; Gondolat, Budapest, 1984 (Etikai gondolkodók)
- A festészetről; ford., tan., jegyz. Hajnóczi Gábor; Balassi, Budapest, 1997